# Elena di Kleve
Elena di Kleve (Kleve, 1423 – 1471) è stata una principessa tedesca e duchessa consorte di Braunschweig-Wolfenbüttel dal 1436 al 1471.

## Biografia
Era figlia del duca Adolfo I di Kleve e di Maria di Borgogna.
Venne data in moglie al duca Enrico di Braunschweig-Wolfenbüttel, che sposò il 12 febbraio 1436.
Dall'unione nacque una figlia:
- Margherita (Wolfenbüttel, luglio 1451-Mainberg, 13 febbraio 1509), che venne data in sposa a Guglielmo di Henneberg-Schleusingen.

Non riuscendo a dare al marito un erede maschio, alla morte di Enrico nel 1473 il territorio di Brunswick passò a suo fratello Guglielmo.

## Ascendenza
|                       |                        |                              | Genitori                   |  |  | Nonni |  |  | Bisnonni          |  |  | Trisnonni                 |  |
|                       |                        |                              |                            |  |  |       |  |  | Adolfo II di Mark |  |  | Engelberto II de la Marca |  |
|                       |                        |                              |                            |  |  |       |  |  | Adolfo II di Mark |  |  | Engelberto II de la Marca |  |
|                       |                        | Matilde d'Arenberg           |                            |  |  |       |  |  | Adolfo II di Mark |  |  |                           |  |
| Adolfo III di Mark    |                        |                              |                            |  |  |       |  |  | Adolfo II di Mark |  |  |                           |  |
|                       |                        | Margherita di Kleve          | Teodorico VII di Kleve     |  |  |       |  |  |                   |  |  |                           |  |
|                       |                        | Margherita di Kleve          | Teodorico VII di Kleve     |  |  |       |  |  |                   |  |  |                           |  |
|                       |                        | Margherita di Kleve          | Margherita di Gheldria     |  |  |       |  |  |                   |  |  |                           |  |
| Adolfo I di Kleve     |                        | Margherita di Kleve          |                            |  |  |       |  |  |                   |  |  |                           |  |
|                       |                        | Gerardo di Berg              | Guglielmo I di Jülich      |  |  |       |  |  |                   |  |  |                           |  |
|                       |                        | Gerardo di Berg              | Guglielmo I di Jülich      |  |  |       |  |  |                   |  |  |                           |  |
|                       |                        | Gerardo di Berg              | Giovanna di Hainaut        |  |  |       |  |  |                   |  |  |                           |  |
| Margherita di Berg    |                        | Gerardo di Berg              |                            |  |  |       |  |  |                   |  |  |                           |  |
|                       |                        | Margherita di Ravensberg     | Ottone IV di Ravensberg    |  |  |       |  |  |                   |  |  |                           |  |
|                       |                        | Margherita di Ravensberg     | Ottone IV di Ravensberg    |  |  |       |  |  |                   |  |  |                           |  |
|                       |                        | Margherita di Ravensberg     | Margherita di Berg-Windeck |  |  |       |  |  |                   |  |  |                           |  |
| Elena di Kleve        |                        | Margherita di Ravensberg     |                            |  |  |       |  |  |                   |  |  |                           |  |
|                       | Filippo II di Borgogna | Giovanni II di Francia       |                            |  |  |       |  |  |                   |  |  |                           |  |
|                       | Filippo II di Borgogna | Giovanni II di Francia       |                            |  |  |       |  |  |                   |  |  |                           |  |
|                       | Filippo II di Borgogna | Bona di Lussemburgo          |                            |  |  |       |  |  |                   |  |  |                           |  |
| Giovanni di Borgogna  | Filippo II di Borgogna |                              |                            |  |  |       |  |  |                   |  |  |                           |  |
|                       |                        | Margherita III delle Fiandre | Luigi II di Fiandra        |  |  |       |  |  |                   |  |  |                           |  |
|                       |                        | Margherita III delle Fiandre | Luigi II di Fiandra        |  |  |       |  |  |                   |  |  |                           |  |
|                       |                        | Margherita III delle Fiandre | Margherita di Brabante     |  |  |       |  |  |                   |  |  |                           |  |
| Maria di Borgogna     |                        | Margherita III delle Fiandre |                            |  |  |       |  |  |                   |  |  |                           |  |
|                       |                        | Alberto I di Baviera         | Ludovico il Bavaro         |  |  |       |  |  |                   |  |  |                           |  |
|                       |                        | Alberto I di Baviera         | Ludovico il Bavaro         |  |  |       |  |  |                   |  |  |                           |  |
|                       |                        | Alberto I di Baviera         | Margherita II di Hainaut   |  |  |       |  |  |                   |  |  |                           |  |
| Margherita di Baviera |                        | Alberto I di Baviera         |                            |  |  |       |  |  |                   |  |  |                           |  |
|                       |                        | Margherita di Brieg          | Ludovico I il Giusto       |  |  |       |  |  |                   |  |  |                           |  |
|                       |                        | Margherita di Brieg          | Ludovico I il Giusto       |  |  |       |  |  |                   |  |  |                           |  |
|                       |                        | Margherita di Brieg          | Agnese di Sagan            |  |  |       |  |  |                   |  |  |                           |  |
|                       |                        | Margherita di Brieg          |                            |  |  |       |  |  |                   |  |  |                           |  |